# Wachstumsreiz
Der Wachtumsreiz ist die Schwelle, ab der eine Veränderung in Richtung Masseerhöhung (Hypertrophie) an der Muskelsubstanz eintritt.
Ein Wachstums- oder auch trainingswirksamer Reiz signalisiert dem Körper, dass die momentan vorhandenen, körpereigenen Kraftressourcen nicht ausreichen, um den gegebenen Belastungen zu entsprechen. Der Körper reagiert hierauf mit einer Superkompensation, das heißt, er vergrößert seine Kapazität, um mit der Belastung umzugehen, in diesem Fall durch eine Erhöhung des Muskelquerschnitts.

## Hintergrund
Ein Muskel besteht aus vielen einzelnen Muskelfasern, die, um Kraft zu erzeugen, kontrahieren. Das Nervensystem spricht dabei stets so viele Fasern an, wie nötig sind, um die erforderliche Kraft aufzubringen, selbstverständlich eingeschränkt durch biologische Aspekte wie Maximalkraft und intramuskuläre Koordination; es wird zurzeit (2008) davon ausgegangen, dass maximal 30 % aller Muskelfasern gleichzeitig aktiviert werden. Nachdem die zuerst angesprochenen Fasern ermüdet sind, werden die nächsten angesprochen usw. Sind alle vorhandenen Fasern angesprochen worden, beginnt der Kreislauf wieder von vorn. Bei geringer Belastung und gutem Trainingszustand könnte sich dieser Kreislauf theoretisch unendlich fortsetzen, ohne einen Wachstumsreiz zu schaffen. Bei ausreichend großer Belastung im Verhältnis zum Trainingszustand erreicht dieser Kreislauf ein Ende mit der Erschlaffung bzw. dem Ausfall des Muskels. In den letzten Augenblicken hiervor werden die sog. Reservefasern angesprochen, d. h. Muskelfasern, die zwar von der Anlage her vorhanden sind, jedoch über eine vergleichsweise geringe Menge an energiereicher Substanz verfügen und die dementsprechend auch dünner als die aktiven Muskelfasern sind. Diese Aktivierung führt zur Umwandlung dieser Reservefasern zu aktiven Fasern, was das oben beschriebene Wachstum des Muskelquerschnitts bedingt.

## Einschränkung
Der Wachstumsreiz kann dabei erstaunlich lange immer wieder gesetzt werden, aber nicht unendlich gesteigert werden. Er wird unter anderem durch die genetisch angelegte Anzahl an Reservefasern eingeschränkt.